# 菅本三右衛門
菅本 三右衛門（すがもと さんえもん、1859年12月9日〈安政6年11月16日〉 - 没年不明）は、日本の農民、金融業者、資産家、大阪府多額納税者。族籍は大阪府平民。

## 人物
大阪府平民・菅本三右衛門の長男。1880年、家督を相続する。農業、金融業、貸金業を営み、資産家である。菅本合資会社出資社員である。
貴族院多額納税者議員選挙の互選資格を有する。孫の三次郎が三右衛門の後を承け家督を相続し、菅本合資会社代表社員となる。住所は大阪府西成郡中津町光立寺、大阪市東淀川区中津本町、中津本通4丁目、中津浜通4丁目。

## 家族・親族
菅本家
- 父・三右衛門[2][3]
- 妻・ユカ（1864年 - ?、大阪、朝岡清四郎の妹）[2][3][9]
- 養子
  - 一之（1891年 - ?、医師）[6] - 大阪府人・小林久三郎の四男[5][13]。小林久治の弟[9]。1913年、分家する[6]。趣味は将棋、読書[13]。宗教は真宗[13]。住所は中津浜通4丁目[5][12]。
  - 幾久馬[2]（1883年 - ?、大阪府多額納税者、金貸業[7]、金融業[5][10]） - 大阪府人・奥土孫太郎の二男[5]、奥土巳作の弟[9]。住所は中津浜通4丁目[5]、中津町光立寺[14]。
- 長女（幾久馬の妻）[2][3]
- 三女（一之の妻）[6]
- 孫・三次郎（1917年 - ?、菅本合資会社代表社員）[12] - 1939年、紺綬褒章を下賜される[13]。宗教は真宗[13]。住所は大阪市東淀川区中津南通4丁目[12][13]。